# Patrimoni dell'umanità del Kazakistan
I patrimoni dell'umanità del Kazakistan sono i siti dichiarati dall'UNESCO come patrimonio dell'umanità in Kazakistan, che è divenuto parte contraente della Convenzione sul patrimonio dell'umanità il 29 aprile 1994, come uno degli stati successori dell'Unione delle Repubbliche Socialiste Sovietiche.
Al 2023 i siti iscritti nella Lista dei patrimoni dell'umanità sono sei, mentre tredici sono le candidature per nuove iscrizioni. Il primo sito iscritto nella lista è stato il Mausoleo di Khoja Ahmed Yasawi, inserito nel 2003, durante la ventisettesima sessione del comitato del patrimonio mondiale. L'anno dopo, nella ventottesima sessione, è stato inserito il secondo patrimonio kazako: le incisioni rupestri del paesaggio archeologico di Tamgaly. Saryarqa — Steppa e laghi del Kazakistan settentrionale, terzo sito kazako, è stata aggiunta alla lista nel 2008, durante la trentaduesima sessione del comitato. Nel 2014 la trentottesima sessione ha inserito nella lista le Vie della Seta: la rete di percorsi del corridoio Chang'an-Tianshan, sito transnazionale condiviso con Cina e Kirghizistan. Due anni dopo il Tien Shan occidentale, condiviso con Kirghizistan e Uzbekistan, è stato aggiunto alla lista dalla quarantesima sessione del comitato. Infine, il patrimonio di più recente riconoscimento è costituito dai deserti freddi invernali del Turan, condivisi con Turkmenistan e Uzbekistan, incluso nella lista nel 2023 dalla quarantacinquesima sessione del comitato. Tre siti sono considerati culturali, secondo i criteri di selezione, tre naturali; tre sono parte di siti transnazionali.

## Siti del Patrimonio mondiale
| Foto | Sito                                                                | Luogo | Tipo                             | Anno | Descrizione |
| ---- | ------------------------------------------------------------------- | --- | -------------------------------- | ---- | --- |
|      | Mausoleo di Khoja Ahmed Yasawi                                      | Turkistan                                                                                                 | Culturale (1103; i, iii, iv)     | 2003 | Il Mausoleo di Khoja Ahmed Yasawi, nella cittadina di Yasi, oggi Turkistan, fu costruito al tempo di Tamerlano, dal 1389 al 1405. In questo edificio in parte incompiuto, i capomastri persiani sperimentarono soluzioni architettoniche e strutturali successivamente utilizzate nella costruzione di Samarcanda, capitale dell'Impero timuride. Oggi è una delle costruzioni più grandi e meglio conservate del periodo timuride. |
|      | Incisioni rupestri del paesaggio archeologico di Tamgaly            | Distretto di Jambyl                                                                                       | Culturale (1145; iii)            | 2004 | Intorno alla lussureggiante gola di Tamgaly, tra le vaste e aride montagne Chu-Ili, c'è una notevole concentrazione di circa 5000 petroglifi (incisioni rupestri) risalenti alla seconda metà del secondo millennio a.C. fino all'inizio del XX secolo. Distribuiti in 48 complessi con annessi insediamenti e necropoli, sono testimonianze dell'allevamento, dell'organizzazione sociale e dei riti dei popoli pastorali. Gli insediamenti umani nel sito sono spesso multistrato e mostrano un'occupazione nel corso dei secoli. Si trovano anche un gran numero di tombe antiche, tra cui recinti in pietra con scatole e cisterne (media e tarda età del bronzo) e tumuli (kurgan) di pietra e terra (dalla prima età del ferro ai giorni nostri). Il canyon centrale contiene la più densa concentrazione di incisioni e quelli che si ritiene siano altari, suggerendo che questi luoghi fossero utilizzati per le offerte sacrificali. |
|      | Saryarka — Steppa e laghi del Kazakistan settentrionale             | Regione di Aqmola, Regione di Karaganda, Regione di Qostanay                                              | Naturale (1102; ix, x)           | 2008 | Saryarka - Steppa e laghi del Kazakistan settentrionale comprende due aree protette: la riserva naturale statale di Naurzum e la riserva naturale statale di Korgalzhyn per un totale di 450 344 ettari. Presenta zone umide di straordinaria importanza per gli uccelli acquatici migratori, comprese specie minacciate a livello globale, tra cui la rarissima gru bianca siberiana, il pellicano dalmatico, l'aquila pescatrice di Pallas, solo per citarne alcuni. Queste zone umide sono punti di sosta chiave e crocevia sulla rotta aerea dell'Asia centrale di uccelli dall'Africa, dall'Europa e dall'Asia meridionale verso i loro luoghi di riproduzione nella Siberia occidentale e orientale. I 200 000 ettari di steppe inclusi nella proprietà forniscono un prezioso rifugio per oltre la metà delle specie della flora della regione e l'antilope Saiga in pericolo di estinzione.                                            |
|      | Vie della Seta: la rete di percorsi del corridoio Chang'an-Tianshan | Regione di Almaty, Regione di Zhambyl (altri 25 sono in Cina e Kirghizistan)                              | Culturale (1442; ii, iii, v, vi) | 2014 | Questa proprietà è una sezione di 5000 km della vasta rete delle Vie della Seta, che si estende da Chang'an/Luoyang, la capitale centrale della Cina nelle dinastie Han e Tang, alla regione di Zhetysu dell'Asia centrale. Prese forma tra il II secolo a.C. e il I secolo d.C. e rimase in uso fino al XVI secolo, collegando più civiltà e facilitando scambi di vasta portata di attività nel commercio, credenze religiose, conoscenze scientifiche, innovazione tecnologica, pratiche culturali e arti. Le trentatré componenti incluse nella rete di percorsi comprendono capitali e complessi di palazzi di vari imperi e khanati, insediamenti commerciali, templi rupestri buddisti, antichi sentieri, postazioni, passi, torri faro, sezioni della Grande Muraglia, fortificazioni, tombe ed edifici religiosi. |
|      | Tien Shan occidentale                                               | Regione di Turkistan (altri 6 sono in Kirghizistan e Uzbekistan)                                          | Naturale (1490; x)               | 2016 | La proprietà transnazionale si trova nel sistema montuoso del Tien Shan, una delle più grandi catene montuose del mondo. Il Tien Shan occidentale varia in altitudine da 700 a 4 503 m. È caratterizzato da paesaggi diversi, che ospitano una biodiversità eccezionalmente ricca. È di importanza globale come centro di origine per una serie di colture frutticole coltivate e ospita una grande varietà di tipi di foresta e associazioni di comunità vegetali uniche. Le sette componenti kazake sono la Riserva naturale dei Karatau, tre aree della Riserva naturale Aksu-Zhabagly (tra cui la zona paleontologica Karabastau) e tre aree del Parco nazionale Sayram-Ugam. |
|      | Deserti freddi invernali del Turan                                  | Distretto di Aral, Distretto di Kerbūlaq, Distretto di Panfilov (condiviso con Turkmenistan e Uzbekistan) | Naturale (1693; ix, x)           | 2023 | Questo patrimonio transnazionale comprende quattordici parti componenti situate nelle aree aride della zona temperata dell'Asia centrale tra il Mar Caspio e le alte montagne del Tūrān. L'area è soggetta a condizioni climatiche estreme con inverni molto freddi ed estati calde e vanta una flora e una fauna eccezionalmente diversificate che si sono adattate a queste dure condizioni. Il sito rappresenta anche una notevole diversità di ecosistemi desertici, che si estendono su una distanza di oltre 1 500 chilometri da est a ovest. Ciascuna delle parti componenti integra le altre in termini di biodiversità, tipi di deserto e processi ecologici in corso. |

## Siti candidati
| Foto | Sito                                                             | Luogo | Tipo                         | Anno       | Descrizione |
| ---- | ---------------------------------------------------------------- | --- | ---------------------------- | ---------- | --- |
|      | Santuario turco di Merke                                         | Merke | Misto (1131)                 | 24/09/1998 | Tra i complessi funerari e rituali dei santuari turchi solo il santuario di Merke, situato a 3000 m sul livello del mare, a causa della sua difficile accessibilità, è ben conservato. È rappresentato da piccoli "templi" costituiti da tumuli, recinti funerari vuoti e stele antropomorfe (balbal): complessivamente sono stati rinvenuti fino ad oggi più di 170 monumenti, distribuiti su un'area di 250 kmq di altipiani montuosi, definendo uno spazio per le sepolture, il culto e le cerimonie rituali. Circa 70 di loro hanno stele, singole o in gruppo fino a quattro, poste prevalentemente sulle tombe, a volte al di fuori dei recinti funerari, e solo in un caso "sepolte" all'interno di un recinto. I recinti definiscono uno spazio sacro e le stele rappresentano probabilmente antenati idolatrati. |
|      | Tien Shan settentrionale (Parco nazionale statale di Ile-Alatau) | Distretto di Eñbekşıqazaq, Distretto di Qarasai, Distretto di Talğar                                                        | Naturale (1681; x)           | 06/02/2002 | L'oggetto naturale si trova sul macroversante settentrionale della cresta del Trans-Ili Alatau, che è la parte della provincia geografica fisica del Tien Shan settentrionale. La peculiarità del territorio è la zonalità verticale a carattere di cintura del rilievo, che ha determinato un'ampia varietà di paesaggi. |
|      | Monastero di Abylaikit                                           | Distretto di Ūlan | Culturale (6558; iii)        | 25/08/2021 | Il monastero buddista di Abylaikit (Abylai-kit) era un gruppo fortificato di costruzioni il cui nome è composto da due parole: Abylai – il nome di uno dei sovrani locali zungari e kit (o khit) – monastero. Fu costruito in stile tibetano-mongolo nella parte orientale del moderno Kazakistan a metà del XVII secolo (inizio del 1650) durante il periodo di espansione di Zungari o Oirati e fu preso e devastato intorno al 1671 durante uno dei conflitti interni dello stato zungaro. Successivamente il monastero fu ricostruito e continuò ad esistere fino al 1720. |
|      | Paesaggio culturale di Ūlytau                                    | Distretto di Ūlytau | Culturale (6560; v)          | 25/08/2021 | I Monti Ulutau si trovano nella zona semidesertica del Kazakistan centrale. Questo territorio fu popolato intorno alla metà del IV millennio a.C.; durante l'età del bronzo e l'età del ferro fu l'area di formazione di diverse culture nomadi nella parte centrale dell'Eurasia. Nel Medioevo il sito acquisì un'enorme importanza simbolica per le comunità turche della regione di Dasht-i-Kipchak e divenne il centro politico degli stati di Oghuz e Kipčaki. Dopo l'invasione mongola, Ūlytau divenne il luogo di sepoltura dei discendenti di Gengis Khan e dei sovrani dell'Orda d'Oro, e dopo il centro politico dei khan kazaki. A partire dall'inizio del XX secolo e fino ai giorni nostri i mausolei di Ūlytau di importanti personaggi storici e santi sono oggetto di pellegrinaggio. |
|      | Incisioni rupestri nel paesaggio archeologico di Arpauzen        | Distretto di Sozaq | Culturale (6562; ii, iii)    | 25/08/2021 | Il paesaggio archeologico di Arpauzen è situato ai piedi del versante orientale dei monti Karatau. Arpauzen è un complesso di circa 130 siti archeologici (20 antichi insediamenti, più di 80 necropoli e 30 concentrazioni di petroglifi) che coprono un'area di 37,5 km e datati dal periodo che va dall'età del bronzo all'inizio del XX secolo. La proprietà comprende più di 5000 petroglifi o incisioni rupestri in totale, che è la più grande e luminosa concentrazione nel Kazakistan meridionale. |
|      | Incisioni rupestri nel paesaggio archeologico di Eshkiolmes      | Distretto di Köksu | Culturale (6563; iii)        | 25/08/2021 | Il paesaggio archeologico di Eshkiolmes fa parte della catena montuosa Džungarski Alatau e si trova a nord del fiume Köksu (affluente sinistro del fiume Karatal). Si tratta di un complesso di numerosi siti archeologici (insediamenti, sepolture e petroglifi) datati dal periodo che va dalla tarda età del bronzo alla metà del XX secolo. Il gruppo principale delle componenti si trova nella parte centrale della valle montana. Una delle particolarità stilistiche dei petroglifi di Eshkiolmes dell'età del bronzo sono le massicce scene dinamiche di battaglie e assalti al bestiame. |
|      | Incisioni rupestri nel paesaggio archeologico di Kulžabasy       | Distretto di Qordaj | Culturale (6564; iii)        | 25/08/2021 | Il complesso culturale di Kulžabasy comprende diverse decine di antichi insediamenti di periodi diversi, gallerie di incisioni rupestri, cimiteri del tipo kurgan e persino intere necropoli dell'età del bronzo, del Medioevo, nonché i resti delle abitazioni invernali kazake e cimiteri e mausolei tribali. A partire dagli anni '30 le tracce della cultura nomade diventano sempre meno numerose. |
|      | Incisioni rupestri nel paesaggio archeologico di Sauyskandyk     | Distretto di Šielí | Culturale (6565; ii, iii)    | 25/08/2021 | Sauyskandyk è un complesso di vari siti archeologici (petroglifi, sepolture individuali e collettive, ecc.) legati ai diversi aspetti della vita sociale e culturale delle comunità locali dall'età del bronzo fino all'inizio del XX secolo. I luoghi di sepoltura includono kurum (costruzioni a terra con muratura in pietra, camere sepolcrali con o talvolta senza dromos) e kurgan (il terrapieno sopra la camera sepolcrale). I petroglifi o incisioni rupestri sono gli elementi del patrimonio archeologico più preziosi e numerosi (più di 3000 in totale) di Sauyskandyk. Tutti sono stati realizzati con le tecniche del "picchettaggio" e dell'incisione mediante strumenti in pietra e metallo. |
|      | Moschee rupestri della penisola di Mangyshlak                    | Distretto di Mangghystau, Distretto di Qaraqiâ, Distretto di Tupqaraǧan                                                     | Culturale (6565; ii, iii)    | 25/08/2021 | Importanti destinazioni di pellegrinaggio, le moschee "sotterranee" dei santi sufi della penisola di Mangyshlak dovrebbero essere identificate secondo gli studi scientifici sulla loro costruzione come moschee "rupestri". La serie comprende le seguenti componenti: Beket-ata (Oglandy), Karaman-ata, Shakpak-ata, Shopan-ata e Sultan-Epe. Queste moschee rupestri presentano alcune particolarità: hanno nelle loro vicinanze i complessi sepolcrali, sono le principali mete di pellegrinaggio e turismo dell'età moderna in tutta la penisola e hanno svolto questo ruolo spirituale per le comunità locali per un lungo periodo di tempo. Le sepolture dei santi sufi che hanno dato il nome ai siti sono situati all'interno o all'esterno in prossimità dell'ingresso. |
|      | Vie della seta: periodo iniziale (preistoria)                    | Boralday, Distretto di Kerbūlaq, Esik                                                                                       | Culturale (6567; ii, iii)    | 25/08/2021 | La serie proposta di tumuli funerari è dimostrazione unica degli interscambi esistenti tra l'antica Cina e l'Asia centrale nel periodo precedente alle Vie della Seta e i resti della cultura tangibile e delle credenze spirituali delle comunità nomadi Saci che vivevano sul territorio territorio della regione di Dzhetysu. Tre di questi siti del patrimonio culturale situati nel territorio della regione storica di Zhetysu formano il corridoio candidato: la necropoli di Besshatyr, la necropoli di Boralday e la necropoli di Esik. |
|      | Vie della seta: corridoio Fergana-Syrdarya                       | Distretto di Otyrar, Distretto di Qazaly, Distretto di Syrdariâ, Distretto di Zhalaǧaš, Distretto di Zhańaqorǧan, Turkistan | Culturale (6568; ii, iii, v) | 25/08/2021 | Il corridoio Fergana-Syrdarya delle Vie della Seta è caratterizzato da alcuni paesaggi culturali ben conservati di oasi e città storicamente situate sui principali fiumi della regione (ad esempio i fiumi Arys, Shu e Syr Darya) e ora situati al centro di paesaggi naturali desertici, semidesertici e steppici. In Kazakistan, le rotte carovaniere tra queste aree storiche seguivano il fiume Syr Darya da est a ovest verso la "Grande Steppa" del Kazakistan centrale – l’area del Dasht-i-Kipchak. Questo corridoio delle Vie della Seta comprende nove siti culturali componenti: l'antico insediamento di Asanas, l'antico insediamento di Kyshkala, l'antico insediamento di Otrar, l'antico insediamento di Sygnak, l'antico insediamento di Yassy-Turkestan, l'antico insediamento di Zhankala (Zhent), l'antico insediamento di Zhankent, il complesso archeologico di Sauran e i siti dell'Oasi di Zhetyasar. |
|      | Vie della seta: corridoio Volga-Caspio                           | Distretto di Bayterek, Distretto di Mangghystau, Sarayshyq                                                                  | Culturale (6569; ii)         | 25/08/2021 | Il corridoio Volga-Caspio della Via della Seta si trova sulle rotte storiche che seguono la costa del Mar Caspio dalla regione del Lago d'Aral a sud-est alla valle del fiume Volga a nord-ovest attraverso l'altopiano di Ustyurt, la penisola di Mangyshlak e la valle del fiume Ural. Questo corridoio delle Vie della Seta comprende tre siti culturali componenti: l'antico insediamento di Kyzylkala, l'antico insediamento di Saray-Jük e l'antico insediamento di Zhayik. |
|      | Ustyurt: paesaggio naturale e trappole da caccia aran            | Distretto di Qaraqiâ | Misto (6571; iii, v, viii)   | 25/08/2021 | Gli aran sono le antiche trappole da caccia realizzate sotto forma di muri di pietra a basso livello situati principalmente lungo i dirupi dell'altopiano di Ustyurt e della penisola di Mangyshlak, entrambi situati tra il Lago d'Aral e il Mar Caspio. In generale, l'altopiano pianeggiante di Ustyurt termina con numerosi canyon alti diverse centinaia di metri chiamati "fessure", molti dei quali sono caratterizzati da un gran numero di caverne, grotte, terrazze e sorgenti che forniscono fonti d'acqua per le specie selvatiche locali. |